# Liste de disparitions aériennes
Liste de disparitions aériennes non-exhaustive qui recense les appareils, aviateurs et passagers disparus au cours d'un transport aérien civil, pour des raisons qui n'ont jamais été définitivement élucidées, notamment dans le cas de disparition de corps ou de l'appareil.

## Liste

### 1900-1940
| Date             | Vol | Appareil                                     | Personnalité(s) notable(s)                                      | Nombre de disparu(s)         | Type d'accident                                                    | Contexte                                                              | Lieu(x)                                                                                             |
| ---------------- | --- | -------------------------------------------- | --------------------------------------------------------------- | ---------------------------- | ------------------------------------------------------------------ | --------------------------------------------------------------------- | --------------------------------------------------------------------------------------------------- |
| 5 juin 1911      | | Blériot XI                                   | Édouard Bague                                                   | 1                            | Inconnu                                                            | Vol de Nice vers Tunis pour une première traversée de la Méditerranée | Mer Méditerranée                                                                                    |
| 5 juin 1911      | L'avion avait décollé de Nice au petit matin pour rejoindre Tunis, via la Corse, la Sardaigne et la Sicile. |                                              |                                                                 |                              |                                                                    |                                                                       | |
| 15 novembre 1924 | | Fokker T.III (Fokker 4146)                   | Sacadura Cabral                                                 | 2                            | Inconnu (brouillard)                                               | Vol de convoyage d'Amsterdam vers Lisbonne                            | Dans la Manche ou la Mer du Nord                                                                    |
| 15 novembre 1924 | Débris de l'appareil sont découverts le 18 novembre 1924. |                                              |                                                                 |                              |                                                                    |                                                                       | |
| 8 mai 1927       | | L'Oiseau blanc (Levasseur PL 8)              | Charles Nungesser François Coli                                 | 2                            | Inconnu                                                            | Tentative de traversée de l'océan Atlantique : Prix Orteig            | Océan Atlantique, hypothèse à l'approche de Terre-Neuve, Saint-Pierre-et-Miquelon ou côtes du Maine |
| 8 mai 1927       | L'appareil fut identifié pour la dernière fois, le 8 mai à 11 H, au-dessus de Carrigaholt à la pointe sud de l'Irlande. |                                              |                                                                 |                              |                                                                    |                                                                       | |
| 18 juin 1928     | | Latham 47.02                                 | Roald Amundsen René Guilbaud                                    | 6                            | Inconnu                                                            | Mission de sauvetage à la suite de l'accident du dirigeable Italia    | En Mer de Barents, vers l'île aux Ours                                                              |
| 18 juin 1928     | Un flotteur et un réservoir de l'hydravion ainsi qu'un radeau de fortune furent retrouvés près de la côte de Tromsø. |                                              |                                                                 |                              |                                                                    |                                                                       | |
| 31 janvier 1929  | Courrier Aéropostale | Latécoère 26                                 | Émile Lécrivain (pilote) et Pierre Ducaud (radio-télégraphiste) | 2                            | Inconnu (conditions météo)                                         | Service postal entre Dakar et Casablanca                              | Océan Atlantique, sur les côtes marocaines                                                          |
| 31 janvier 1929  | L’équipage avait décollé de Agadir à 16 h 40 et avait survolé Mazagan à 19 h 15. Leur dernier message annonçait de mauvaises conditions météo. Le corps du pilote fut rejeté au rivage entre Mazagan et Casablanca, (lieu-dit Sidi-Aïcha), le 23 février 1929. |                                              |                                                                 |                              |                                                                    |                                                                       | |
| 10 février 1936  | Courrier Air France | Latécoère 301 Ville de Buenos-Aires (F-AOIK) | Émile Barrière Alexandre Collenot                               | 6 dont 1 passager            | Inconnu (conditions météo)                                         | Service postal de Natal au Brésil vers Dakar au Sénégal               | Océan Atlantique-Sud proche du Saint-Pierre et Saint-Paul                                           |
| 10 février 1936  | Le dernier message de l'appareil annonçait un temps orageux. |                                              |                                                                 |                              |                                                                    |                                                                       | |
| 7 décembre 1936  | Courrier Air France FRAM | Latécoère 300 Croix-du-sud (F-AKGF)          | Jean Mermoz                                                     | 5                            | Inconnu (incident mécanique)                                       | Service postal de Dakar au Sénégal vers Natal au Brésil               | Océan Atlantique-Sud                                                                                |
| 7 décembre 1936  | Le dernier message de l'équipage annonçait : «coupons (ou avons coupé) le moteur arrière-droit». |                                              |                                                                 |                              |                                                                    |                                                                       | |
| 2 juillet 1937   | | Lockheed Electra 10E (NR16020)               | Amelia Earhart (pilote) et Fred Noonan (navigateur)             | 2                            | Panne d'essence menant à un atterrissage ou amerrissage en urgence | Tentative de tour du monde                                            | À l'approche de l'Île Howland dans l'océan Pacifique                                                |
| 2 juillet 1937   | La derniere position connue était près des îles Nukumanu. |                                              |                                                                 |                              |                                                                    |                                                                       | |
| 28 juillet 1938  | | Martin M-130 Hawaii Clipper (NC14714)        |                                                                 | 15 dont 9 membres d'équipage | Inconnu                                                            | Vol de Guam pour Manille                                              | Océan Pacifique à l'Est des Philippines                                                             |
| 28 juillet 1938  | Aucun débris ne fut retrouvé. |                                              |                                                                 |                              |                                                                    |                                                                       | |

### Depuis 1941
| Date              | Vol | Appareil                                                                                 | Nombre de disparu(s)           | Type d'accident                                         | Contexte                                                                                              | Lieu(x)                                                       |
| ----------------- | --- | ---------------------------------------------------------------------------------------- | ------------------------------ | ------------------------------------------------------- | --- | ------------------------------------------------------------- |
| 1er août 1948     | Disparition d'un Latécoère 631 d'Air France | Latécoère 631 (F-BDRC)                                                                   | 52 dont 12 membres d'équipage  | Inconnu (traces d'incendie sur des débris retrouvés)    | Vol de Fort-de-France vers Port-Étienne (aujourd'hui Nouadhibou en Mauritanie)                        | Océan Atlantique-Sud à 1 200 milles marins à l'ouest de Dakar |
| 1er août 1948     | Le garde-côtes américain Campbell retrouva des débris le 4 août 1948. |                                                                                          |                                |                                                         | |                                                               |
| 28 décembre 1948  | | Douglas DST-144 (NC16002)                                                                | 32 dont 3 membres d'équipage   | Inconnu (problèmes électriques)                         | En route de San Juan (Porto Rico) vers Miami                                                          | Au large de la côte est de la Floride                         |
| 28 décembre 1948  | L'appareil présentait déjà des problèmes électriques au moment du départ de San Juan. |                                                                                          |                                |                                                         | |                                                               |
| 23 juin 1950      | Vol Northwest Orient Airlines 2501 | Douglas DC-4 (N95425)                                                                    | 58 dont 3 membres d'équipage   | Inconnu (conditions météo)                              | Vol intérieur entre New York et Seattle                                                               | Lac Michigan                                                  |
| 23 juin 1950      | Vol Northwest Orient Airlines 2501. Après 14 jours de recherches, des débris repêchés furent ainsi que restes de corps humain. |                                                                                          |                                |                                                         | |                                                               |
| 2 février 1953    | | Avro York (G-AHFA)                                                                       | 39 dont 6 membres d'équipage   | Inconnu                                                 | Vol de Londres vers la Jamaïque, dernière escale avant l'accident : Base aérienne de Lajes aux Açores | Océan Atlantique (environ 500 km à l'Est de Terre-Neuve)      |
| 2 février 1953    | Le rapport d'enquête du 3 décembre 1953 indique que la cause était incertaine. |                                                                                          |                                |                                                         | |                                                               |
| 8 novembre 1957   | Vol Pan Am 7 | Boeing 377 Stratocruiser Clipper Romance of the Skies (N90944)                           | 44 dont 8 membres d'équipage   | Inconnu                                                 | Vol de San Francisco vers Honolulu                                                                    | Océan Pacifique (environ 1700 km au Nord-Est de Honolulu)     |
| 8 novembre 1957   | Le 14 novembre 1957, un navire de la Navy observe des débris et 19 corps seront repêchés, dont une partie portaient des gilets de sauvetage, indiquant que les passagers avaient été préparés à l'amerrissage. |                                                                                          |                                |                                                         | |                                                               |
| 9 novembre 1958   | ARTOP (Aero-Topográfica) | Martin PBM-5 Mariner Porto Santo (CS-THB)                                                | 36 dont 6 membres d'équipage   | Inconnu (amerrissage d’urgence)                         | Vol de Lisbonne (Cabo Ruivo) vers Madère (Funchal)                                                    | Océan Atlantique (environ 250 km au Sud-Est de Lisbonne)      |
| 9 novembre 1958   | La dernière communication de l'appareil était un code de message radio «QUG», signifiant l'obligation d'atterrir immédiatement. Aucun débris n'a été retrouvé. |                                                                                          |                                |                                                         | |                                                               |
| 3 février 1961    | Vol Garuda Indonesia 542 | Douglas DC-3 de la Garuda Indonesia Airways (PK-GDY)                                     | 21 dont 5 membres d'équipage   | Inconnu                                                 | Vol intérieur entre Surabaya et Balikpapan en Indonésie                                               | Au large de l'ile de Madura                                   |
| 3 février 1961    | Aucun débris ne fut retrouvé. |                                                                                          |                                |                                                         | |                                                               |
| 16 mars 1962      | Vol Flying Tiger Line 739 | Lockheed L-1049 Super Constellation (N6921C)                                             | 107 dont 11 membres d'équipage | Inconnu (possible explosion en vol)                     | Transport de troupe de la Travis Air Force Base vers Saïgon                                           | Région Ouest de l’océan Pacifique                             |
| 16 mars 1962      | L'appareil a disparu après son ravitaillement à l'Andersen Air Force Base, sur l'île de Guam, alors qu'il volait vers la Clark Air Base dans les Philippines. Sa disparition a donné lieu à l’une des plus grandes recherches aériennes et maritimes dans le Pacifique. Des aéronefs et des navires de l'armée américaine ayant balayé près de 80 000 km2 en huit jours. Sans aucune trace de débris ni d'épave, et sur la base du témoignage d'un navire pétrolier, la Civil Aeronautics Board (CAB) a déterminé que l'avion avait certainement été victime d'une explosion en vol. Le vol 739 est le pire accident impliquant un Lockheed Constellation. |                                                                                          |                                |                                                         | |                                                               |
| 30 septembre 1975 | Vol Malév 240 | Tupolev Tu-154 (HA-LCI)                                                                  | 60 dont 10 membres d'équipage  | Inconnu (possiblement abattu en vol)                    | Vol entre Budapest (Hongrie) et Beyrouth (Liban)                                                      | En Mer Méditerranée au large du Liban                         |
| 30 septembre 1975 | En raison du mauvais temps, le départ est reporté à plusieurs reprises. Une fois à l'approche de sa destination, les conditions météo sont également mauvaises, avec une visibilité réduite, puis l'avion disparait des écrans radar. Le gouvernement hongrois de l'époque dissimule l'accident pendant des jours. |                                                                                          |                                |                                                         | |                                                               |
| 25 août 1989      | Vol Pakistan International Airlines 404 | Fokker F27 (AP-BBF)                                                                      | 54 dont 5 membres d'équipage   | Inconnu                                                 | Vol intérieur entre Gilgit et Islamabad au Pakistan                                                   | Probablement dans la chaîne de l'Himalaya                     |
| 25 août 1989      | Aucun débris potentiel de l'avion n'a été retrouvé. |                                                                                          |                                |                                                         | |                                                               |
| 11 septembre 1990 | | Le Boeing 727-247 encore sous les couleurs d'Air Malta en juin 1990 (OB-1303)            | 16 dont 6 membres d'équipage   | Amerrissage d’urgence après épuisement du kérosène      | Vol de l'Islande vers le Canada                                                                       | Océan Atlantique (environ 290 km au Sud-Est de Terre-Neuve)   |
| 11 septembre 1990 | Le Boeing 727 reliait l'Islande au Canada, dans périple qui débuta à Malte. En effet, l'appareil a été loué à Air Malta par la compagnie péruvienne Faucett Perú, c'est dans ce cadre que l'avion revient à Lima au Pérou. L'enquête revient aux autorités péruviennes car le site de l'accident est situé dans les eaux internationales. Cependant, l'agitation interne dans le pays ne permet aucune avancée sur la disparition du 727. L'épave ne fut jamais localisée. |                                                                                          |                                |                                                         | |                                                               |
| 25 mai 2003       | Disparition d'un Boeing 727 en Angola en 2003 | Boeing 727-223 (N844AA)                                                                  | 1 ou 2                         | Inconnu                                                 | L'avion est volé par 1 ou 2 individu(s) à l'aéroport de Luanda en Angola                              | Inconnu                                                       |
| 25 mai 2003       | Aucun débris potentiel de l'avion ne sera retrouvé. La plupart des services secrets estiment que l'avion est tombé aux mains de terroristes ou de trafiquants de drogue. Ben Charles Padilla, le mécanicien qui était à bord, n'a jamais été retrouvé. |                                                                                          |                                |                                                         | |                                                               |
| 8 mars 2014       | Vol 370 Malaysia Airlines | Boeing 777-200ER (9M-MRO)                                                                | 239 dont 12 membres d'équipage | inconnu                                                 | En route de Kuala Lumpur vers Pékin                                                                   | inconnu                                                       |
| 8 mars 2014       | Selon les autorités malaisiennes, l'appareil se serait accidentellement abîmé dans le Sud de l'océan Indien, où il a été détecté pour la dernière fois par des satellites. Les seuls débris retrouvés (environ une vingtaine), suggéreraient un piqué rapide vers le sol. Classé comme détournement d'origine inconnue, il s'agit, à ce jour, du plus grand mystère de l'histoire de l'aviation civile. |                                                                                          |                                |                                                         | |                                                               |
| 28 décembre 2014  | Collision aérienne du Sénégal | Un des deux appareils impliqués dans l'accident, le Hawker Siddeley HS-125, ici en 2014. | 7 dont 3 membres d'équipage    | Collision aérienne, possible décompression accidentelle | Vol entre l'aéroport international de Ouagadougou et l'aéroport international Léopold-Sédar-Senghor   | Océan Atlantique, au large du Sénégal.                        |
| 28 décembre 2014  | Après la collision , le 737 a réussi à atterrir sans encombre à Malabo, en Guinée équatoriale, mais le HS-125, après être resté en vol pendant près d'une heure sans que l'équipage ne réponde au contrôle aérien, s'est finalement abîme dans l'océan. L'épave n'a jamais été récupérée. |                                                                                          |                                |                                                         | |                                                               |